# Prostitution in Belgien

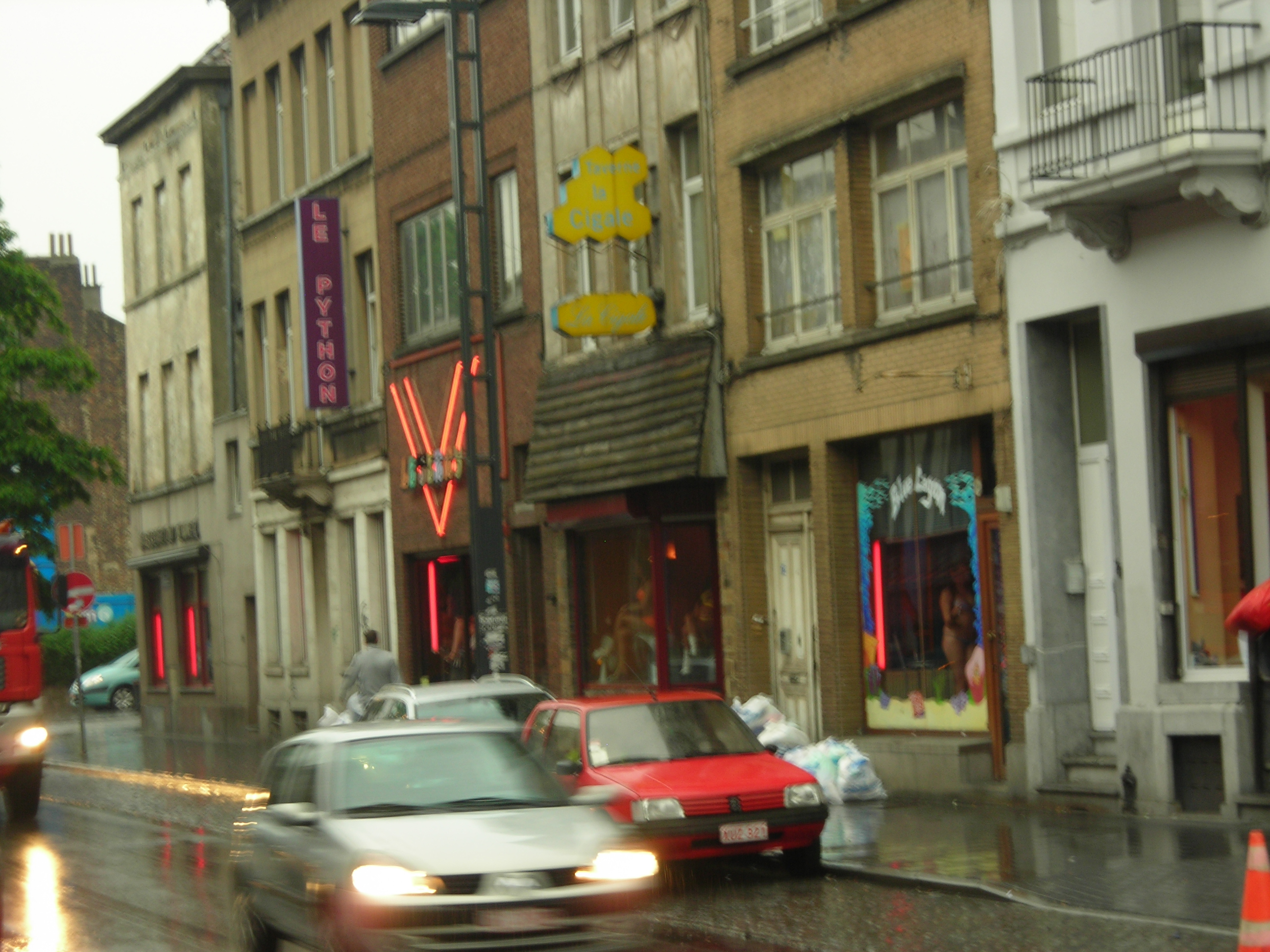
Rue d’Aerschot, Brüssel (2008)

Die Prostitution in Belgien ist legal.
In Belgien sind etwa 20.000 bis 30.000 Prostituierte tätig. Zu den Rotlichtvierteln Brüssels zählen die Rue d’Aerschot, die Rue de Brabant und gehobener die Avenue Louise. Weitere Rotlichtbezirke bestehen in Antwerpen, Gent, Lüttich, Ostende und Charleroi. Ein größerer Anteil der in Brüssel in der Prostitution tätigen Frauen stammt aus der Gegend von Sliven in Bulgarien.
In einer Rede vom 13. Oktober 2022 kündigte der belgische Justizminister Vincent Van Quickenborne an, sich für eine europaweite Entkriminalisierung von Sexarbeit einzusetzen.